# منتخب تشيلي لدوري الرغبي
منتخب تشيلي الوطني لدوري الرغبي (بالإسبانية: Selección de rugby league de Chile)‏ هو ممثل تشيلي الرسمي في المنافسات الدولية في دوري الرغبي .